# Шанакдакете
Шанакдакете (егип. Sɜ-Re Nb Tɜwy; мероит. Šnkdkḫete), (ум. 170/125 до н. э.) — нубийская царица (Кандакия) Кушитского государства со столицей в Мероэ (на севере сегодняшнего Судана), правившая около 170—150 годов до н. э.. Первая единоличная женщина-правительница царства Мероэ. Последующие женщины-правительницы Аманиренас, Аманишахето, Навидемак также использовали мужские атрибуты власти: корону-атеф, царский костюм, перевязь с кистью связана с древней ассоциацией фараона, как воина и охотника.
Титулатура Шанакдакете включает титулы «Сын Ра» и «Правитель Двух земель» (то есть Верхнего и Нижнего Египта). Меройские пирамиды приписываются ей. Она — первая нубийская царица, со времён которой до нас дошли памятники.

## Свидетельства правления

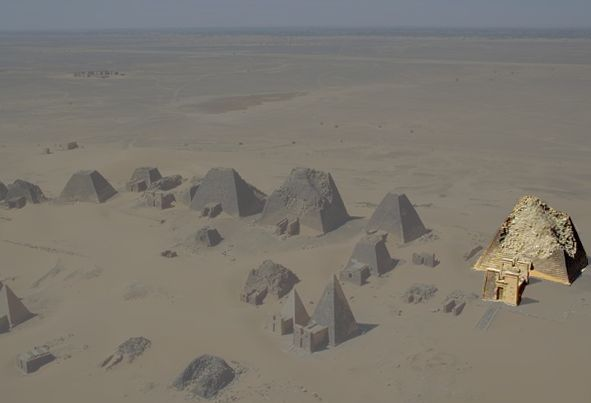
Пирамиды Мероэ с подсветкой пирамиды царицы (N11)

Её имя сохранилось на двух косяках двери, вероятно, в построенном ей храме 500 в Наге, посвящённом Амону. С ней связывается пирамида № 11 в Мероэ, хотя в гробнице нет упоминания о Шанакдакете, но там появляется принц, имя которого также упоминается в надписи в Наге в контексте королевы. Соответственно положению её пирамиды, относительно других усыпальниц Мероэ, время правления Шанакдакете может датироваться началом II века до н. э.
Её имя на косяке двери в Наге написано мероитским письмом, в то время как остальная надпись выведена египетскими иероглифами. Это — старейший известный нам образец мероитского письма.
Статуя из Мероэ (ныне находящаяся в Каире) показывает её коронацию.
Национальное географическое общество Египта относит Шанакдакете к 50 самым важным политическим лидерам всех времён.